# درانگیختن
Hormesis  یک رابطه دوز-پاسخ دو مرحله‌ای با یک عامل محیطی است که به موجب آن مقادیر کم‌دوز اثر مفیدی دارندو مقادیر با دوز بالا یا بازدارنده عملکرد سمی دارند.
دَراَنگیختَن یا هورمسیس (انگلیسی: Hormesis) پدیده‌ای در سم‌شناسی است بدین صورت که ماده‌ای که در دوزهای بالا برای یک ارگانیسم مضر است می‌تواند در دوزهای پایین اثرات مثبت داشته باشد. در روند درانگیزش، یک یاخته، سازواره (ارگانیسم) یا گروهی از موجودات زنده پاسخ دوگانه (دو فازی) از خود در برابر مقادیر فزاینده از یک ماده یا شرایط خاص (شیمیایی، محرک بویایی یا استرس متابولیکی) نشان می‌دهند.
در زیست‌شناسی و پزشکی، درانگیختن به عنوان پاسخ تطبیقی یاخته‌ها و موجودات به استرس متوسط تعریف می‌شود. به عبارت دیگر، درانگیزش اثر مفید یک پاسخ تطبیقی ارگانیسم به یک عامل استرس‌زا خفیف است. این عوامل معمولاً عبارتند از مواد شیمیایی، استرس فیزیکی یا استرس روانی.
در اثر هورمسیس که ناشی از ایجاد یک شوک به بدن است میزان ترشح هورمون‌های آدرنالین و تیروکسین خون، ضربان قلب و میزان دریافت اکسیژن به یکباره افزایش می‌یابد. معمولاً تماس با دوزهای پایین، اثرات تحریکی یا سودمند و دوزهای بالا اثرات مهاری یا سمی ایجاد می‌کنند و این پدیده اغلب در مشاهدات سم‌شناسی رخ می‌دهد. در بدن انسان سیگنال‌های داخل سلولی و بین سلولی، هورمون‌ها، نوروترانسمتیرها، فاکتورهای رشد، کلسیم و پروتئین کینازها از این قانون پیروی می‌کنند.
پدیده هورمسیس را نخستین بار، یک داروساز و سم‌شناس آلمانی به نام هوگو شولتز مورد توجه قرار داد.

## سودمندی
درانگیزش سودمندی فراوانی برای بدن دارد از جمله جلوگیری از رشد تومورهای سرطانی، درمان افسردگی، برطرف شدن مشکل ریزش موی سر، افزایش تولید حرارت داخلی بدن ناشی از حرارت میتوکندری سلول‌های بدن، حذف چربی‌های زائد و لاغر شدن، بهبود خلق و خوی و افزایش توان و نیروی بدنی که از مزایای دیگر آن هستند. از جمله راه‌های مفید برای فعال کردن روند درانگیختن استحمام با آب سرد است، با وجود لذت بخش بودن استحمام با آب گرم، اما عادت دادن بدن به استحمام و دوش گرفتن با آب سرد برای سلامتی بدن و جلوگیری از ابتلا به بیماری‌هایی، چون سرطان بسیار مفید است، افراد می‌توانند به تدریج عادت به استحمام با آب سرد را درخود ایجاد کنند یا ابتدا با آب گرم استحمام کرده به تدریج درجه حرارت آب را کم کرده تا به دمای سرد یا حتی زیر صفر برسد.

## گونه تابشی
بر اساس فرضیهٔ درانگیزش پرتویی، تابش پرتوی یونیزان با دوز کم نه تنها خطرناک نیست، بلکه حتی تعداد سرطان را در جامعهٔ مورد تابش، به کمتر از حد خودبه‌خودی می‌رساند. ‎